# Irma Heeren
Irma Heeren (* 16. April 1967 in Middelburg) ist eine ehemalige niederländische Duathletin und Triathletin. Sie ist mehrfache Europa- und Weltmeisterin.

## Werdegang
Irma Heeren wuchs in Middelburg auf und übte in ihrer Jugend verschiedene Freizeitsportarten aus und war vor allem im Fußball aktiv. Sie nahm eine Stelle in der örtlichen Polizeiverwaltung in Vlissingen als Verwaltungskraft an und kümmerte sich dort um beschlagnahmte Gegenstände und Beschaffungen. Sie nahm an einem von der Polizei organisierten Triathlon teil und konnte ihr erstes Rennen gewinnen.
Als 22-Jährige wechselte sie vom Fußball- zum Leichtathletikclub, nahm 16 Kilo ab und konzentriert sich ausschließlich auf den Triathlonsport.
Irma Heeren ist vierfache Europameisterin auf der Duathlon-Kurzdistanz (1993, 1996, 1999 und 2001) sowie Langdistanz (1999).

Sie wurde auch dreimal Duathlon-Weltmeisterin (1994, 1997 und 1998).
1998 zog sie mit ihrem Partner Chris nach Harderwijk und arbeitete dann einige Zeit bei Shimano in Nunspeet.
1999 wurde sie in Almere Triathlon-Europameisterin auf der Langdistanz. Im Jahr 2000 verpasste sie nach einem Autounfall verletzungsbedingt die Qualifikation für die Olympischen Sommerspiele in Sydney. Sie konzentrierte sich dann voll auf das Laufen und wollte 2004 im Marathon ihren olympischen Traum in Athen erreichen, schaffte aber die Qualifikation nicht.
2004 erklärte die damals 37-Jährige ihren Rücktritt vom Profisport.

## Sportliche Erfolge
| Datum/Jahr    | Rang | Wettbewerb                                          | Austragungsort | Zeit     | Bemerkung                                                                                     |
| ------------- | ---- | --------------------------------------------------- | -------------- | -------- | --------------------------------------------------------------------------------------------- |
| 1999          | 1    | ETU Long Distance Triathlon European Championships  | Almere         |          | Triathlon-Europameisterin auf der Langdistanz                                                 |
| 27. Nov. 1994 | 18   | ITU Short Distance Triathlon World Championships    | Wellington     | 02:12:19 | Triathlon-Weltmeisterschaft auf der Kurzdistanz                                               |
| 1994          | 1    | Almere-Triathlon                                    | Almere         | 09:46:25 |                                                                                               |
| 22. Aug. 1993 | 22   | ITU Short Distance Triathlon World Championships    | Manchester     | 02:12:49 | Triathlon-Weltmeisterschaft auf der Kurzdistanz                                               |
| 4. Juli 1993  | 6    | ETU Short Distance Triathlon European Championships | Echternach     | 02:12:53 | bei der Triathlon-Europameisterschaft auf der Kurzdistanz hinter der Siegerin Simone Westhoff |

| Datum/Jahr    | Rang | Wettbewerb                                          | Austragungsort | Zeit     | Bemerkung                                                                                       |
| ------------- | ---- | --------------------------------------------------- | -------------- | -------- | ----------------------------------------------------------------------------------------------- |
| 9. Sep. 2001  | 7    | ITU Long Distance Duathlon World Championships      | Venray         | 03:11:59 | Duathlon-Weltmeisterin auf der Langstrecke (15 km Laufen, 60 km Radfahren und 7,5 km Laufen)    |
| 2001          | 1    | ETU Duathlon European Championships                 | Mafra          |          | Duathlon-Europameisterin                                                                        |
| 12. Nov. 2000 | 3    | Powerman Long Distance Duathlon World Championships | Pretoria       | 02:56:15 | Duathlon-Weltmeisterschaft auf der Langdistanz (10 km Laufen, 60 km Radfahren und 10 km Laufen) |
| 1999          | 1    | ETU Duathlon European Championships                 | Blumau         |          | Duathlon-Europameisterin auf der Kurzdistanz                                                    |
| 1999          | 1    | ETU Long Distance Duathlon European Championships   |                |          | Duathlon-Europameisterin auf der Langdistanz                                                    |
| 1998          | 1    | ITU Duathlon World Championships                    |                |          | Duathlon-Weltmeisterin                                                                          |
| 14. Sep. 1997 | 1    | ITU Duathlon World Championships                    | Gernica        | 02:01:19 | Duathlon-Weltmeisterin                                                                          |
| 1996          | 1    | ETU Duathlon European Championships                 | Mafra          |          | Duathlon-Europameisterin auf der Kurzdistanz                                                    |
| 1994          | 2    | ETU Duathlon European Championships                 |                |          | Duathlon-Vize-Europameisterin                                                                   |
| 1994          | 1    | ITU Duathlon World Championships                    |                |          | Duathlon-Weltmeisterin                                                                          |
| 1993          | 1    | ETU Duathlon European Championships                 |                |          | Duathlon-Europameisterin auf der Kurzdistanz                                                    |

| Datum/Jahr    | Rang | Wettbewerb          | Austragungsort | Zeit     | Bemerkung |
| ------------- | ---- | ------------------- | -------------- | -------- | --------- |
| 12. Jan. 2003 | 3    | Egmond-Halbmarathon | Egmond aan Zee | 01:16:47 | [ 2 ]     |
| 3. Dez. 2000  | 1    | Montferland Run     | ’s-Heerenberg  | 00:51:03 |           |
| 10. Jan. 1999 | 1    | Egmond-Halbmarathon | Egmond aan Zee | 01:10:03 |           |

(DNF – Did Not Finish)

## Auszeichnungen
- 2001 wurde Irma Heeren mit dem «Thea Sybesma Award» ausgezeichnet.
- Irma Heeren ist Ehrenbürgerin von Harderwijk und Zeewolde.